# Friedrich Dinstühler
Friedrich Dinstühler (* 20. Oktober 1896 in Marienheide; † 30. März 1945 im KZ Buchenwald) war ein deutscher römisch-katholischer Geistlicher und Märtyrer.

## Leben
Friedrich Dinstühler besuchte das Gymnasium Wipperfürth und studierte ab 1916 Katholische Theologie in Bonn (mit Unterbringung im  Collegium Leoninum). Von 1917 bis 1919 leistete er Militärdienst. Er wurde am 5. März 1922 in Köln zum Priester geweiht. Die Stationen seines Wirkens waren: Dürwiß (Eschweiler), St. Peter und Paul (Eschweiler) (1824), St. Barbara (Hückelhoven) (1934) und St. Lambertus (Hückelhoven) (1938).
Im Konflikt mit den Nationalsozialisten wurde ihm Ende 1936 verboten, Religionsunterricht zu erteilen. Am 18. Dezember 1944 wurde er von einem Spitzel der Gestapo denunziert und daraufhin verhaftet. Er kam über das Kölner Gefängnis Klingelpütz am 24. Januar 1945 in das KZ Buchenwald (Häftlingsnummer 47.621, Außenlager Ohrdruf). Dort starb er am 30. März im Alter von 48 Jahren.

## Gedenken
Die Römisch-katholische Kirche in Deutschland hat Friedrich Dinstühler als Märtyrer aus der Zeit des Nationalsozialismus in das deutsche Martyrologium des 20. Jahrhunderts aufgenommen. In Hückelhoven wurde eine Straße nach ihm benannt. In die Außenwand der Kirche St. Lambertus ist ein Gedenkstein eingelassen. In Marienheide erinnert auf dem Alten Friedhof eine Stele an ihn. 2015 wurde für ihn in Eschweiler ein Stolperstein verlegt.